# Stefania Toczyska
Stefania Toczyska, nascuda Krzywinska (Grudziądz, 19 de febrer de 1943), és una mezzosoprano polonesa.
Va estudiar al Conservatori de Gdańsk i va fer el seu debut amb l'Òpera d'Estat bàltic, en el paper de Carmen, el 1973. Després de guanyar premis en diversos concursos vocals es va embarcar en una carrera internacional, cantant l'Amneris d'Aida a Basilea el 1977 i fent el seu debut com a Preziosilla de La forza del destino a l'Staatsoper de Viena a l'any següent. Toczyska ha aparegut en la majoria dels teatres d'òpera més importants del món, en papers com Laura Adorno (La Gioconda), amb el qual va fer el seu debut a San Francisco el 1985, Marfa a Khovànxtxina (el paper del seu debut al Metropolitan el 1987), Pauline (La dama de piques), Rosina, Carmen, Azucena, i Amneris, que va cantar al Covent Garden el 1983 i 1984. Ha cantat al Gran Teatre del Liceu de Barcelona. També és admirada com a cantant de concert (sobretot en el Rèquiem de Verdi, que ha gravat), i ha interpretat una àmplia gamma de la música polonesa, de Chopin a Penderecki. Encara que no sempre és perfectament estable, la seva veu és àmplia i altament expressiva.